# Grand Prix de Macao de Formule 3 1984
Le Grand Prix de Macao de Formule 3 1984 est la 31e édition de l'épreuve macanaise réservée aux monoplaces de Formule 3. Elle s'est déroulée le 18 novembre 1984 sur le tracé urbain de Guia.

## Participants
| No | Pilotes               | Voitures                 | Écuries                         |
| -- | --------------------- | ------------------------ | ------------------------------- |
| 1  | Stefan Johansson      | Ralt Toyota              | Marlboro / Theodore Racing Team |
| 2  | Ivan Capelli          | Ralt Toyota              | Marlboro / Theodore Racing Team |
| 3  | Emanuele Pirro        | Ralt Toyota              | Marlboro / Theodore Racing Team |
| 5  | Andrew Gilbert-Scott  | Ralt Alfa Romeo          | Trivellato Racing               |
| 6  | Slim Borgudd          | Ralt Volkswagen          | Trivellato Racing               |
| 7  | Roberto Guerrero      | Ralt Toyota              | Team JPS                        |
| 8  | Mike Thackwell        | Ralt Toyota              | Team JPS                        |
| 9  | Johnny Dumfries       | Ralt Toyota              | Team JPS                        |
| 10 | John Nielsen          | Ralt Volkswagen          | Volkswagen Motorsport           |
| 11 | Volker Weidler        | Ralt Volkswagen          | Volkswagen Motorsport           |
| 12 | Michel Ferté          | Martini Alfa Romeo       | New Man                         |
| 14 | Paul Belmondo         | Martini Alfa Romeo       | New Man                         |
| 15 | Ross Cheever          | Ralt Volkswagen          | Valour Racing                   |
| 35 | Paul Jackson          | Ralt Toyota              | Valour Racing                   |
| 16 | Eje Elgh              | Ralt Toyota              | Crown Motors Racing Team        |
| 17 | Claudio Langes        | Ralt Toyota              | Barron Racing Team              |
| 18 | David Scott           | Ralt Volkswagen          | Mint Engineering                |
| 19 | Mario Hytten (en)     | Ralt Volkswagen          | Murray Taylor Racing            |
| 20 | Tommy Byrne           | Anson Volkswagen         | Macau Excelsior / HK Mandarin   |
| 21 | Ruggero Melgrati (pl) | Ralt Alfa Romeo          | Ruggero Melgrati                |
| 22 | Hideshi Matsuda (en)  | March Engineering Nissan | Takeshi Project                 |
| 23 | Eiji Iwata            | March Engineering Toyota | Eiji Iwata                      |
| 24 | Franz Konrad          | Anson Cars Alfa Romeo    | Scuderia Teutonia               |
| 25 | Harald Brutschin (pl) | Ralt Alfa Romeo          | Malte Bongers Racing            |
| 26 | Jo Zeller (en)        | Ralt Toyota              | Formel Rennsport Club           |
| 27 | Tomas Kaiser (en)     | Ralt Toyota              | Richard Trott Racing            |
| 28 | Bob Earle             | Ralt Toyota              | Flying Tigers Racing            |
| 29 | Eric Lang             | Ralt Toyota              | Flying Tigers Racing            |
| 30 | David Hunt            | Ralt Toyota              | Acorn Computer Racing           |
| 31 | Hiroshi Nakayama      | March Engineering Toyota | Team Bardhal                    |
| 66 | Allen Berg            | Ralt Volkswagen          | Intersport Racing               |

## 1recourse
Qualification
| Ligne | Positions sur la grille de départ     | Positions sur la grille de départ         | Positions sur la grille de départ |
| ----- | ------------------------------------- | ----------------------------------------- | --------------------------------- |
| 1re   | 1. Stefan Johansson (2 min 22 s 950)  | 2. Slim Borgudd (2 min 23 s 240)          |                                   |
| 2e    | 3. Mike Thackwell (2 min 23 s 530)    | 4. John Nielsen (2 min 23 s 570)          |                                   |
| 3e    | 5. Emanuele Pirro (2 min 23 s 590)    | 6. Roberto Guerrero (2 min 23 s 830)      |                                   |
| 4e    | 7. Claudio Langes (2 min 23 s 900)    | 8. Ruggero Melgrati (2 min 24 s 360)      |                                   |
| 5e    | 9. Mario Hytten (2 min 24 s 760)      | 10. Ivan Capelli (2 min 24 s 890)         |                                   |
| 6e    | 11. Michel Ferté (2 min 24 s 990)     | 12. Tommy Byrne (2 min 25 s 040)          |                                   |
| 7e    | 13. Allen Berg (2 min 25 s 200)       | 14. Ross Cheever (2 min 25 s 650)         |                                   |
| 8e    | 15. Johnny Dumfries (2 min 25 s 680)  | 16. Jo Zeller (2 min 25 s 810)            |                                   |
| 9e    | 17. Volker Weidler (2 min 26 s 090)   | 18. Bob Earle (2 min 26 s 160)            |                                   |
| 10e   | 19. David Scott (2 min 26 s 190)      | 20. Andrew Gilbert-Scott (2 min 26 s 460) |                                   |
| 11e   | 21. David Hunt (2 min 26 s 570)       | 22. Tomas Kaiser (2 min 27 s 250)         |                                   |
| 12e   | 23. Eje Elgh (2 min 27 s 300)         | 24. Harald Brutschin (2 min 27 s 820)     |                                   |
| 13e   | 25. Eric Lang (2 min 28 s 300)        | 26. Franz Konrad (2 min 28 s 510)         |                                   |
| 14e   | 27. Paul Jackson (2 min 29 s 950)     | 28. Eiji Iwata (2 min 34 s 320)           |                                   |
| 15e   | 29. Paul Belmondo (2 min 39 s 030)    | 30. Hideshi Matsuda (2 min 39 s 440)      |                                   |
| 16e   | 31. Hiroshi Nakayama (2 min 49 s 540) | -                                         |                                   |

Résultat
| Pos. | no | Pilotes              | Voitures           | Tours | Temps/Abd.       |
| ---- | -- | -------------------- | ------------------ | ----- | ---------------- |
| 1    | 1  | Stefan Johansson     | Ralt Toyota        | 15    | 36 min 19 s 610  |
| 2    | 10 | John Nielsen         | Ralt Volkswagen    | 15    | + 0 s 280        |
| 3    | 8  | Mike Thackwell       | Ralt Volkswagen    | 15    | + 0 s 890        |
| 4    | 3  | Emanuele Pirro       | Ralt Toyota        | 15    | + 4 s 650        |
| 5    | 7  | Roberto Guerrero     | Ralt Volkswagen    | 15    | + 17 s 320       |
| 6    | 11 | Volker Weidler       | Ralt Volkswagen    | 15    | + 31 s 230       |
| 7    | 2  | Ivan Capelli         | Ralt Toyota        | 15    | + 38 s 530       |
| 8    | 20 | Tommy Byrne          | Anson Volkswagen   | 15    | + 45 s 340       |
| 9    | 28 | Bob Earle            | Ralt Toyota        | 15    | + 57 s 240       |
| 10   | 6  | Slim Borgudd         | Ralt Volkswagen    | 15    | + 57 s 670       |
| 11   | 5  | Andrew Gilbert-Scott | Ralt Alfa Romeo    | 15    | + 1 min 1 s 890  |
| 12   | 25 | Harald Brutschin     | Ralt Alfa Romeo    | 15    | + 1 min 12 s 670 |
| 13   | 16 | Eje Elgh             | Ralt Toyota        | 15    | + 1 min 13 s 060 |
| 14   | 14 | Paul Belmondo        | Martini Alfa Romeo | 15    | + 1 min 18 s 910 |
| 15   | 18 | David Scott          | Ralt Volkswagen    | 15    | + 1 min 22 s 090 |
| 16   | 29 | Eric Lang            | Ralt Toyota        | 15    | + 1 min 27 s 080 |
| 17   | 26 | Jo Zeller            | Ralt Toyota        | 15    | + 2 min 25 s 190 |
| 18   | 24 | Franz Konrad         | Anson Alfa Romeo   | 14    | + 1 tour         |
| 19   | 66 | Allen Berg           | Ralt Volkswagen    | 14    | + 1 tour         |
| 20   | 22 | Hideshi Matsuda      | March Nissan       | 14    | + 1 tour         |
| 21   | 31 | Hiroshi Nakayama     | March Toyota       | 14    | + 1 tour         |

## 2ecourse
Qualification
| Ligne | Positions sur la grille de départ, | Positions sur la grille de départ, | Positions sur la grille de départ, |
| ----- | ---------------------------------- | ---------------------------------- | ---------------------------------- |
| 1re   | 1. Stefan Johansson                | 2. John Nielsen                    |                                    |
| 2e    | 3. Mike Thackwell                  | 4. Emanuele Pirro                  |                                    |
| 3e    | 5. Roberto Guerrero                | 6. Volker Weidler                  |                                    |
| 4e    | 7. Ivan Capelli                    | 8. Tommy Byrne                     |                                    |
| 5e    | 9. Bob Earle                       | 10. Slim Borgudd                   |                                    |
| 6e    | 11. Andrew Gilbert-Scott           | 12. Harald Brutschin               |                                    |
| 7e    | 13. Eje Elgh                       | 14. Paul Belmondo                  |                                    |
| 8e    | 15. David Scott                    | 16. Eric Lang                      |                                    |
| 9e    | 17. Jo Zeller                      | 18. Franz Konrad                   |                                    |
| 10e   | 19. Allen Berg                     | 20. Hideshi Matsuda                |                                    |
| 11e   | 21. Hiroshi Nakayama               | 22. Claudio Langes                 |                                    |
| 12e   | 23. Michel Ferté                   | 24. Mario Hytten                   |                                    |
| 13e   | 25. Tomas Kaiser                   | 26. Ruggero Melgrati               |                                    |
| 14e   | 27. Johnny Dumfries \|             | 28. David Hunt                     |                                    |
| 15e   | 29. Eiji Iwata                     | -                                  |                                    |

Résultat
Le meilleur tour est effectué par John Nielsen en 2 min 22 s 930 (154,019 km/h),.
| Pos. | no | Pilotes              | Voitures           | Tours | Temps/Abd.       |
| ---- | -- | -------------------- | ------------------ | ----- | ---------------- |
| 1    | 10 | John Nielsen         | Ralt Volkswagen    | 15    | 36 min 6 s 590   |
| 2    | 1  | Stefan Johansson     | Ralt Toyota        | 15    | + 2 s 430        |
| 3    | 8  | Mike Thackwell       | Ralt Volkswagen    | 15    | + 2 s 680        |
| 4    | 11 | Volker Weidler       | Ralt Volkswagen    | 15    | + 17 s 400       |
| 5    | 2  | Ivan Capelli         | Ralt Toyota        | 15    | + 21 s 250       |
| 6    | 5  | Andrew Gilbert-Scott | Ralt Alfa Romeo    | 15    | + 27 s 420       |
| 7    | 6  | Slim Borgudd         | Ralt Volkswagen    | 15    | + 27 s 800       |
| 8    | 19 | Mario Hytten         | Ralt Volkswagen    | 15    | + 28 s 220       |
| 9    | 20 | Tommy Byrne          | Anson Volkswagen   | 15    | + 45 s 440       |
| 10   | 21 | Ruggero Melgrati     | Ralt Alfa Romeo    | 15    | + 45 s 800       |
| 11   | 18 | David Scott          | Ralt Volkswagen    | 15    | + 46 s 770       |
| 12   | 66 | Allen Berg           | Ralt Volkswagen    | 15    | + 54 s 850       |
| 13   | 27 | Tomas Kaiser         | Ralt Toyota        | 15    | + 1 min 8 s 080  |
| 14   | 25 | Harald Brutschin     | Ralt Alfa Romeo    | 15    | + 1 min 8 s 370  |
| 15   | 26 | Jo Zeller            | Ralt Toyota        | 15    | + 1 min 13 s 090 |
| 16   | 29 | Eric Lang            | Ralt Toyota        | 15    | + 1 min 14 s 640 |
| 17   | 14 | Paul Belmondo        | Martini Alfa Romeo | 15    | + 1 min 15 s 010 |
| 18   | 28 | Bob Earle            | Ralt Toyota        | 15    | + 1 min 18 s 830 |
| 19   | 7  | Roberto Guerrero     | Ralt Volkswagen    | 15    | + 1 min 36 s 290 |
| 20   | 16 | Eje Elgh             | Ralt Toyota        | 15    | + 1 min 42 s 980 |
| 21   | 3  | Emanuele Pirro       | Ralt Toyota        | 14    | + 1 tour         |
| 22   | 24 | Franz Konrad         | Anson Alfa Romeo   | 14    | + 1 tour         |
| 23   | 23 | Eiji Iwata           | March Toyota       | 14    | + 1 tour         |
| 24   | 22 | Hideshi Matsuda      | March Nissan       | 14    | + 1 tour         |
| 25   | 9  | Johnny Dumfries      | Ralt Toyota        | 13    | + 2 tours        |

## Résultat final
| Pos. | no | Pilotes              | Voitures           | Tours | Temps/Abd.          |
| ---- | -- | -------------------- | ------------------ | ----- | ------------------- |
| 1    | 10 | John Nielsen         | Ralt Volkswagen    | 30    | 1 h 12 min 26 s 480 |
| 2    | 1  | Stefan Johansson     | Ralt Toyota        | 30    | + 2 s 150           |
| 3    | 8  | Mike Thackwell       | Ralt Volkswagen    | 30    | + 3 s 290           |
| 4    | 11 | Volker Weidler       | Ralt Volkswagen    | 30    | + 48 s 350          |
| 5    | 2  | Ivan Capelli         | Ralt Toyota        | 30    | + 59 s 500          |
| 6    | 6  | Slim Borgudd         | Ralt Volkswagen    | 30    | + 1 min 25 s 190    |
| 7    | 5  | Andrew Gilbert-Scott | Ralt Alfa Romeo    | 30    | + 1 min 29 s 030    |
| 8    | 20 | Tommy Byrne          | Anson Volkswagen   | 30    | + 1 min 30 s 500    |
| 9    | 7  | Roberto Guerrero     | Ralt Volkswagen    | 30    | + 1 min 53 s 330    |
| 10   | 18 | David Scott          | Ralt Volkswagen    | 30    | + 2 min 8 s 580     |
| 11   | 28 | Bob Earl             | Ralt Toyota        | 30    | + 2 min 15 s 790    |
| 12   | 25 | Harald Brutschin     | Ralt Alfa Romeo    | 30    | + 2 min 20 s 760    |
| 13   | 14 | Paul Belmondo        | Martini Alfa Romeo | 30    | + 2 min 23 s 640    |
| 14   | 29 | Eric Lang            | Ralt Toyota        | 30    | + 2 min 41 s 440    |
| 15   | 16 | Eje Elgh             | Ralt Toyota        | 30    | + 2 min 55 s 760    |
| 16   | 26 | Jo Zeller            | Ralt Toyota        | 30    | + 3 min 38 s 000    |
| 17   | 3  | Emanuele Pirro       | Ralt Toyota        | 29    | + 1 tour            |
| 18   | 66 | Allen Berg           | Ralt Volkswagen    | 29    | + 1 tour            |
| 19   | 24 | Franz Konrad         | Anson Alfa Romeo   | 28    | + 2 tours           |
| 20   | 22 | Hideshi Matsuda      | March Nissan       | 28    | + 2 tours           |